# Tetramorium navum
Tetramorium navum är en myrart som beskrevs av Bolton 1977. Tetramorium navum ingår i släktet Tetramorium och familjen myror. Inga underarter finns listade i Catalogue of Life.